# Capranica Prenestina
Capranica Prenestina är en ort och kommun i storstadsregionen Rom, innan 2015 provinsen Rom, i regionen Lazio i Italien. Kommunen hade 337 invånare (2018) och gränsar till kommunerna Casape, Castel San Pietro Romano, Ciciliano, Genazzano, Pisoniano, Poli, Rocca di Cave, San Gregorio da Sassola och San Vito Romano.